# 斷了氣
《斷了氣》（法語：À bout de souffle）是一部1960年尚盧·高達執導的法国電影，被认为是历史上最重要的电影之一，也是戈达尔的代表作之一。该片以多重非常规性跳接打破了好莱坞的连贯性剪辑传统而著名。1959年夏天在巴黎和馬賽拍攝。
這部電影有著非常簡單的劇情，用無比輕鬆自由的剪接與拍攝方式，記錄人物的日常與瑣碎的細節，將美國與法國文化的碰撞、理性與感性的愛情，自然地融入電影之中，不再依賴電影的劇情，而是營造一個氛圍，將人物的內心世界淋漓盡致的顯現。
高達受到當時時代氛圍的影響，選擇拋棄道德的限制，拍攝一部輕鬆而無包袱的電影《斷了氣》，女主角Patricia在感情中相對理性，不斷的衡量感情的利弊，而男主角Michel卻是相對感性，在這段感情中，他們的相遇是輕飄飄的偶然，他們的相處只圍繞在自己身上，而他們的分離，化為一個不朽的手勢。

## 劇情簡介
本片是法國新浪潮主將高達的成名作，由讓-保羅·貝爾蒙多和美國女星珍·西寶主演。劇情描述放蕩不羈的青年米谢（Michel）偷了一輛汽車，在公路上飛馳時遇到巡警，他因枪殺警員而變成通緝犯。米谢重遇之前邂逅的美國女學生巴蒂西雅（Patricia）——一名在巴黎街上售賣《紐約先驅論壇報》並夢想成為記者的年輕女子。為了逃避警察他在巴蒂西雅的寓所暫住，承諾收到債務後帶她去意大利度假。巴蒂西雅一向生活規矩，對米谢闖進她的生命感到新鮮，但也有點無所適從。最後她为了使米谢离开自己，驚慌下報了警，引來警方圍捕，米谢在大街上被警察打死，断了气。

## 影响
此片是法国新浪潮标志性作品，本片和導演楚浮的《四百击》同被誉为法国电影新浪潮的开山之作。
在電影的開頭，楊波貝蒙所飾演的主角Michel在車裡，打破第四面牆向觀眾說話。
導演高達每天早晨，在咖啡館討論過後，開始編寫下一場戲的內容。這種革命性的方法，賦予這部片風格和自由度，以及對白的不連貫、奇特、不合邏輯，就像日常的閒聊。它也讓演員楊波貝蒙的生活細節入鏡：他對於帽子、拳擊的熱愛… 這部電影也使得楊波貝蒙取代詹姆斯迪恩、馬龍白蘭度，成為戰後法國青少年模仿的偶像。

## 獲獎
- 柏林影展最佳导演银熊奖

## 外部連結
- 互联网电影数据库（IMDb）上《Breathless》的资料（英文）
- 爛番茄上《Breathless》的資料（英文）
- Breathless Then and Now （页面存档备份，存于） an essay by Dudley Andrew at the Criterion Collection
- 豆瓣电影上《斷了氣》的資料 （简体中文）